# Chimerella
Chimerella is een geslacht van kikkers uit de familie glaskikkers (Centroleninae). De groep werd voor het eerst wetenschappelijk beschreven door Juan M. Guayasamin, Santiago Castroviejo-Fisher, Linda Trueb, José Ayarzagüena, Marco Rada en Carles Vilà in 2009.
Er zijn twee soorten, inclusief de pas in 2014 wetenschappelijk beschreven soort Chimerella corleone. De soorten komen voor in delen van Zuid-Amerika en leven in de landen Ecuador en Peru.
Geslacht Chimerella
- Soort Chimerella corleone
- Soort Chimerella mariaelenae

Centrolene · Chimerella · Cochranella · Espadarana · Nymphargus · Rulyrana · Sachatamia · Teratohyla · Vitreorana